# Ciento dos
El ciento dos (102) es el número natural que sigue al ciento uno y precede al ciento tres.

## En matemáticas
- 102 es un número abundante y número semiperfecto. También es un número esfénico. Es la suma de cuatro números primos consecutivos (19 + 23 + 29 + 31).

- La suma de función φ de Euler φ (x) durante los primeros dieciocho enteros es 102.

- 102 es la tercera base 10 número polidivisible, ya que 1 es divisible por 1, 10 es divisible por 2 y 102 es divisible por 3.
- Es un número de Harshad en base 10.
- 102 es el primer número de 3 dígitos divisible por los números 3, 6, 17, 34 y 51.

## En ciencia
- 102 es el número atómico del nobelio, un actínido.

## En otros campos
102 es también:  
- El número de teléfono de emergencia para la policía en Ucrania y Bielorrusia
- El número de teléfono de emergencia para el fuego en el Israel
- El número de teléfono de emergencia para ambulancia en partes de India